# Beim Leben meiner Schwester (Roman)
Beim Leben meiner Schwester (original: My Sister’s Keeper) ist ein Roman der US-amerikanischen Autorin Jodi Picoult, das 2004 im englischsprachigen Original und 2006 auf Deutsch im Piper Verlag erschienen ist. In ihrem Buch beschreibt Picoult das Drama der Familie Fitzgerald, die wegen der Leukämie-Erkrankung ihrer Tochter ein genetisch maßgeschneidertes Retortenbaby zeugen, welches als lebendes Ersatzteillager dient. Obwohl das Buch Science-Fiction-Einflüsse enthält, ist es ein ethisches Drama über den Wert des Menschen. Der Roman, in dem Picoult eigene Erfahrungen mit Krebs verarbeitete, war ein großer kommerzieller Erfolg und kam 2009, in Deutschland ab dem 27. August 2009, als Film in die Kinos.

## Handlung
Picoult beschreibt die Geschichte der Familie Fitzgerald. Das Glück der Eltern Sara und Brian wird jäh zerstört, als ihr Kind Kate an Leukämie erkrankt und kaum noch eine Chance hat. Verzweifelt suchen sie Rat und werden bei einem Doktor fündig, der anbietet, ihnen eine genetisch maßgeschneiderte Retortentochter als Ersatzteillager zu produzieren. Neun Monate später wird Anna geboren und von der Geburt an als Spenderin von Stammzellen, Knochenmark und anderen lebenswichtigen Stoffen gebraucht. Diese Prozeduren sind schmerzhaft und traumatisch, verlängern aber stets Kates Leben. Trotzdem tut es den Eltern weh, ihrer jüngsten Tochter immer Schmerz zu bereiten, und sie erleben die Entfremdung des ältesten Sohnes Jesse, der sich vernachlässigt und unbrauchbar fühlt.
Als Anna 13 Jahre wird, erleidet Kate (Schwester von Anna) einen Ausfall der Nieren, deswegen soll Anna eine ihrer Nieren spenden. Da Anna noch nicht mündig ist, klagt sie vor Gericht gegen ihre Eltern und holt einen Anwalt namens Campbell Alexander und einen neuen Vormund namens Julia Romano. Diese waren während der Schulzeit zusammen und kommen sich während des Prozesses wieder näher. Im Prozess werden viele ethische Fragen über den Wert des Menschen gestellt und die komplexe Hassliebe zwischen Kate und Anna beleuchtet: Kate will leben, aber nicht auf Kosten Annas, und Anna sieht in Kate die Quelle ihrer Schmerzen, aber auch die einzige Person, die sie versteht. Außerdem kommt ans Licht, dass Kate Anna gebeten hat, nicht weiter für sie zu spenden, da sie Anna ein schönes Leben ermöglichen möchte. Anna gewinnt den Prozess gegen ihre Eltern, vor allem, weil ihre Eltern sie nie wirklich nach ihrer Einwilligung zu den Eingriffen gefragt haben. 
Nach dem Prozess kommt Anna auf dem Weg nach Hause bei einem Autounfall ums Leben. Mr. Alexander, der Annas Entscheidungsvollmacht besitzt, willigt ein Annas Organe an Kate zu spenden. Kate überlebt und arbeitet sechs Jahre später als Tanzlehrerin. Stetig denkt sie an Anna zurück – vor allem immer dann wenn sie zwei Schwestern lachen hört. Kate ist der Überzeugung, dass eine von ihnen gehen musste und Anna an ihrer Stelle gegangen ist.

## Hintergründe

### Ethische Fragen und wissenschaftliche Fakten
Die zentrale ethische Frage des Romans ist, wie hoch der Wert des Menschen ist. Anna ist auf der einen Seite ein menschliches Ersatzteillager, dem wegen der vielen Operationen das Recht auf eine sorgenfreie Kindheit genommen wurde und praktisch eine Sklavin, wie Anwalt Campbell feststellt. Andererseits wird Kate sterben, wenn Anna sich verweigert: Darauf verweist auch der Doktor, der Anna „produziert“ hat, und stellt fest, dass er hiermit ein Leben gerettet hat. Die Eltern lieben beide Töchter und hassen sich, Anna so wehzutun. Dieses Dilemma bildet den Kern des Romans, und wie in vielen Fragen der Ethik gibt es keine abschließende Antwort.
Zum Zeitpunkt der Buchveröffentlichung (2004) war es Wissenschaftlern erstmals 2003 gelungen, ein sogenanntes Rettungsgeschwisterkind herzustellen, mit Hilfe von IVF und späterer Präimplantationsdiagnostik.

### Rezeption der mythologischen Andromeda-Sage
→ Hauptartikel: Andromeda (Mythologie)
Picoult zeichnet mit ihrem Roman eine moderne Fassung der Andromeda-Episode aus dem Perseus-Mythos der griechischen Mythologie. Wie die mythologische Andromeda, die wegen einer Verfehlung ihrer Mutter zur Besänftigung des Zorns der Götter unschuldig als Menschenopfer dargeboten wird, um ihr Volk zu retten, muss Anna – deren offizieller Geburtsname Andromeda lautet – gegen ihren Willen als menschliches Ersatzteillager dienen, um ihre todkranke Schwester zu retten. Beide Frauen werden als Opfer dargebracht, anders als die mythologische Andromeda entgeht Anna jedoch nicht dem Tod.

### Motivation der Autorin
In einem Interview beschrieb Picoult, dass sie die Idee für den Roman aus der Erkrankung ihres eigenen Sohnes Jake bekam. Jake hatte zwei Ohrtumore, musste zehnmal operiert werden und wurde wieder gesund, hat aber heute im linken Ohr kein und im rechten Ohr nur noch vermindertes Gehör. Picoult erläuterte, dass sie in den dunkelsten Tagen „alles“ gemacht hätte, um ihrem Sohn eine weitere Operation zu ersparen, und daraus das Buch mit der komplexen ethischen Thematik entsprang. Ebenfalls faszinierte sie, dass die Patienten viel optimistischer und fröhlicher erschienen als die oft mutlosen und verzweifelten Angehörigen.

## Rezensionen und kommerzieller Erfolg
Das Buch erschien 2004 und war kommerziell ein großer Erfolg. Die Kritik feierte das Buch und verlieh Picoult folgende Preise (Auszug):
- 2007 Virginia Readers’ Choice Award
- 2006–2007 Maryland Black-Eyed Susan Book Award
- 2007 The Abraham Lincoln Illinois High School Book Award
- 2007 Vermont Green Mountain Book Award Master List
- 2006 Alex Award der American Library Association
- 2005 Best Book of the Year, Bookbrowse.com

In Deutschland ist das Buch 2016 in der 21. Auflage erschienen. Es war mehrere Monate in den Charts der SPIEGEL-Bestsellerliste.

## Buchinformationen
Das Buch ist 478 Seiten lang und ist beim Piper Verlag erschienen (ISBN 3-492-24796-2, ISBN 978-3-492-24796-2).

## Verfilmung
Das Buch bildet die Vorlage für eine Verfilmung, die am 27. August 2009 in den deutschen Kinos erschienen ist. Der Regisseur des Filmes ist Nick Cassavetes. Abigail Breslin spielt die Hauptrolle der Anna, Sofia Vassilieva spielt Kate und die Mutter wird von Cameron Diaz gespielt. Der Anwalt Campbell Alexander wird von Alec Baldwin gespielt. Picoult ist Ko-Autor des Drehbuches.